# Ligne 126 (chemin de fer slovaque)
Pour les articles homonymes, voir Ligne 126.
La ligne 126 des chemins de fer slovaques relie Žilina à Rajec.

## Histoire

### Mise en service à une voie
- Žilina - Rajec 10 octobre 1899[2]

### Service passager
Le service passager fut interrompu du 17 février 2003 au 14 juin 2003

## Données techniques
- Pente Max.: 13 ‰
- Vitesse Max.: 60 km/h